# Kuchizuke (Plastic Tree)
Kuchizuke (くちづけ?) è il trentatreesimo singolo del Gruppo musicale giapponese Plastic Tree, pubblicato il 20 giugno 2012 dall'etichetta discografica Victor Entertainment.

## Descrizione
Il singolo è stato stampato in quattro versioni, tutte in confezione jewel case e con copertine variate (un vetro bagnato dalla pioggia che cela quattro scene diverse): due special edition con DVD extra e due normal edition ciascuna con un brano in più; entrambe le canzoni in più nelle due edizioni normali del singolo sono remake di brani risalenti all'inizio della carriera dei Plastic Tree: Kuchizuke è infatti il secondo di una serie di tre singoli realizzati a scopo commemorativo per celebrare il 15º anniversario del debutto major del gruppo, avvenuto nel 1997 con il singolo Wareta mado e l'album Hide and Seek (da cui sono tratte le due canzoni in più).

## Tracce
Tutti i brani sono testo di Ryūtarō Arimura e musica di Tadashi Hasegawa, tranne dove indicato.

Dopo il titolo è indicata fra parentesi "()" la grafia originale del titolo, eventuali note sono indicate dopo il punto e virgola ";".

### Special edition
1. Kuchizuke (くちづけ?) - 4:39
2. Kuchizuke (2011-nen 4-gatsu 14-nichi Nippon Budōkan · Shoenban) (くちづけ（2012年4月14日・日本武道館・初演版）?) - 5:30
3. Kuchizuke (Instrumental) (くちづけ（Instrumental）?) - 4:41 (Tadashi Hasegawa)

#### DVD A
1. Kuchizuke (くちづけ?); videoclip
2. Documentario

#### DVD B
1. Materiali vari legati al 15º anniversario dal debutto major Plastic Tree

### Normal edition A
1. Kuchizuke (くちづけ?) - 4:39
2. Trance Orange (Rebuild) (トランスオレンジ（Rebuild)）?)
3. Kuchizuke (Instrumental) (くちづけ（Instrumental）?) - 4:41 (Tadashi Hasegawa)

### Normal edition B
1. Kuchizuke (くちづけ?) - 4:39
2. Closet Child (Rebuild) (クローゼットチャイルド（Rebuild）?)
3. Kuchizuke (Instrumental) (くちづけ（Instrumental）?) - 4:41 (Tadashi Hasegawa)

## Altre presenze
- Trance Orange:
  - 10/07/1997 - Hide and Seek

- Closet Child:
  - 10/07/1997 - Hide and Seek

## Formazione
- Ryūtarō Arimura - voce e seconda chitarra
- Akira Nakayama - chitarra e cori
- Tadashi Hasegawa - basso e cori
- Kenken Satō - batteria